# COBOL
Кобол (COBOL, COmmon Business Oriented Language) — компільована мова програмування високого рівня, використовується в економічній галузі і для розв'язання бізнес-задач, створена на початку 1960-х років. Синтаксис Коболу дозволяє писати програми, текст яких близький до живої англійської мови, тому до програм на Коболі немає потреби додавати коментарі; тобто вони є самодокументованими. Кобол дозволяє ефективно працювати з великими об'ємами даних, він насичений різноманітними можливостями їхнього пошуку, розподілення та сортування; складність структур даних, які можливо описати засобами Коболу, практично необмежена. На Коболі розробляються великі та дуже великі проєкти, що складаються з мільйонів рядків початкового коду.

## Hello world
```
        IDENTIFICATION DIVISION.
          PROGRAM-ID. HELLO-WORLD.
       *
        ENVIRONMENT DIVISION.
       *
        DATA DIVISION.
       *
        PROCEDURE DIVISION.
        PARA-1.
	  DISPLAY "Hello, world.".
       *
             EXIT PROGRAM.
          END PROGRAM HELLO-WORLD.
```

## Історія
Головним розробником цієї мови була Ґрейс Гоппер, яка поклала в основу Коболу ідеї мови FLOW-MATIC (у розробці компілятора якої вона брала участь).
- У 1959 році пройшла конференція CODASYL (Conference on Data System Languages) темою якої було створення єдиної мови для реалізації ділових задач. У цьому ж році з'явились перші специфікації мови Кобол.
- У 1962 році був прийнятий перший міжнародний стандарт Кобола.
- Специфікації Коболу приймалися у 1960, 1985, 2002 роках.

На даний час[коли?] мова продовжує використовуватися й розвиватися, до неї додаються нові концепції (наприклад об'єктно-орієнтоване програмування), підтримка нових технологій (XML, SOAP), розробляються нові компілятори.

### Спадщина
Програми на COBOL уряди і підприємства використовують повсюдно на різноманітних операційних системах z/OS, VME, Unix, OpenVMS і Windows. 1997-го року Gartner Group звітувала, що 80% підприємств світу використовують програми на COBOL з більш ніж 200 мільярдами рядків написаного коду і ще 5 мільярдів рядків коду пишеться щорічно.
У 2006 і 2012 огляди Computerworld виявили, що більш ніж 60% організацій використовують COBOL (більш ніж C++ і Visual Basic .NET), і що для половини з них, COBOL використовувався для більшості їхнього внутрішнього програмного забезпечення. 36% управлінців сказали, що вони планували міграцію з COBOL і 25% сказали, що вони хотіли б, якби це було дешевше. Хоча, деякі підприємства мігрували свої системи з дорогих мейнфреймів на дешевші, новіші системи, при цьому продовжуючи використовувати COBOL.